# 茶內車站
茶內車站（日语：／ Chanai eki */?）是位於北海道厚岸郡濱中町茶內綠113的北海道旅客鐵道（JR北海道）根室本線（花咲線）的鐵路車站。電報略號為チナ。位於釧路車站及根室車站之間的中央位置。
車站名稱來自阿伊努語的（鮭魚產卵之河）。

## 歷史
直至1972年，車站前為簡易軌道茶內線（後來的濱中町營軌道）的辦公室及車庫，該線是可以通往內陸的西圓朱別、厚岸町的別寒邊牛及別海町（當時的別海村）的上風連，軌距762毫米的輕便鐵路。
- 1919年（大正8年）11月25日：鐵道院釧路本線由厚岸延伸至厚床之際開業。
- 1950年（昭和25年）3月31日：車站站房改建。
- 1979年（昭和54年）7月15日：停止辦理貨運業務。
- 1984年（昭和59年）2月1日：停止辦理行李托運。
- 1986年（昭和61年）11月1日：車站簡易委託化。
- 1987年（昭和62年）4月1日：國鐵分割民營化後，由JR北海道繼承營運。
- 1992年（平成4年）：廢除簡易委託，車站無人化。
- 2002年（平成14年）4月20日：站內展示室揭幕。
- 2012年（平成24年）4月1日：辦理魯邦三世彩繪列車出發儀式。
- 2021年（令和3年）：因濱中町於站前設置公共廁所，站內廁所停止使用。

## 車站構造
茶內車站為2面2線、側式月台的地面車站。緊鄰站房的是1號月台，供下行（往濱中、厚床、根室方向）列車停靠；跨越站內平交道則可抵達2號月台，停靠上行（往厚岸、釧路方向）列車，並另設有候車室。
本站為厚岸車站管理的無人車站。車站站房沿用過往有人車站時的木造建築。過往的車站事務室則由濱中町接手改建為，展示過往濱中町營軌道的相片及資料。
由於《魯邦三世》作者加藤一彥出身濱中町，本站於車站入口處設有等身大的魯邦三世合照看板。

### 月台配置
| 月台 | 路線               | 方向 | 目的地   |
| ---- | ------------------ | ---- | -------- |
| 1    | 根室本線（花咲線） | 下行 | 根室方向 |
| 2    | 根室本線（花咲線） | 上行 | 釧路方向 |

## 車站周邊
附近主要是茶內的中心。
- 國道44號
- 北海道道506號茶內停車場線
- 北海道道599號火散布茶內停車場線
- 濱中町茶內合同廳舍（茶內榮）
  - 濱中町役場茶內分所
  - 釧路東部消防組合濱中消防署茶內支隊．濱中消防團第3分團
- 厚岸警察署茶內警官派出所（茶內橋東北）
- 茶內郵政局（併設日本郵政釧路分店茶內配送中心）（茶內本町）
- 濱中町茶內社區中心（茶內若葉1丁目）
- 濱中町農民培訓中心（茶內橋東北）
- 濱中町立茶內診所（茶內綠）
- 濱中町立茶內牙科診所（茶內綠）
- 濱中町立茶內保育所（茶內橋西北）
- 濱中町立茶內小學（茶內橋西北）
- 濱中町立茶內中學（茶內橋西北）
- 濱中町茶內溜冰場（茶內橋西北）
- 濱中町農業協同組知（JA濱中町）總所（茶內榮）
  - 合作社
- 特別養護老人院「野莓」（茶內綠）
- 高梨乳業北海道工廠（茶內榮）
- 釧路巴士、根室交通「茶內」車站（特急根室號）

## 相鄰車站
北海道旅客鐵道（JR北海道）
根室本線（花咲線）
快速「花咲」、快速「納沙布」、普通
厚岸－茶內－濱中

### 曾經存在的鐵路
濱中町營軌道
茶內線 - 1972年廢線
茶內－國道

## 外部連結
- （日語）JR北海道 – 茶內車站 （页面存档备份，存于）
- （日語）茶內車站 （页面存档备份，存于）
- （日語）全驛參觀之旅 （页面存档备份，存于）